# Pierre Cheremetiev
 (janvier 2015).
Si vous disposez d'ouvrages ou d'articles de référence ou si vous connaissez des sites web de qualité traitant du thème abordé ici, merci de compléter l'article en donnant les références utiles à sa vérifiabilité et en les liant à la section « Notes et références ».
Le comte Pierre Borissovitch Cheremetiev (1713-1788) est un aristocrate et un mécène russe possesseur d'immenses domaines à côté de Moscou. Il vécut sous les règnes successifs de six souverains.

## Biographie
Pierre Cheremetiev est le fils du comte Boris Cheremetiev, maréchal-de-camp qui s'illustra à la bataille de Poltava. Il meurt lorsque son fils a six ans, lui laissant des milliers de serfs et de nombreux villages près de Moscou. Il est compagnon d'enfance du futur Pierre II. Pierre Cheremetiev commence son service dans l'armée impériale sous Pierre le Grand et atteint à la fin de sa vie le grade d'adjudant-général (1760) sous l'impératrice Élisabeth et devient Oberkammerherr, c'est-à-dire grand chambellan de la Cour sous Pierre III.
Le comte est sénateur sous Catherine II et premier maréchal de la noblesse élu.
Il possède un palais à Saint-Pétersbourg sur la Fontanka qu'il fait bâtir par l'un de ses architectes serfs, Fiodor Argounov, et passe ses mois d'été près de Moscou dans son domaine de Kouskovo qu'il agrémente au fil des années de nouveaux pavillons, tout en s'adonnant à sa passion du théâtre et de l'aménagement de son parc. Il donnait des réceptions somptueuses pouvant atteindre le nombre de vingt-cinq mille invités dans le parc.
Le comte Cheremetiev passe de plus en plus de temps à Kouskovo à la fin de sa vie et remplit ses fonctions de représentation et d'aide matérielle auprès du corps des uhlans de Moscou, dont il était à la tête.

## Famille

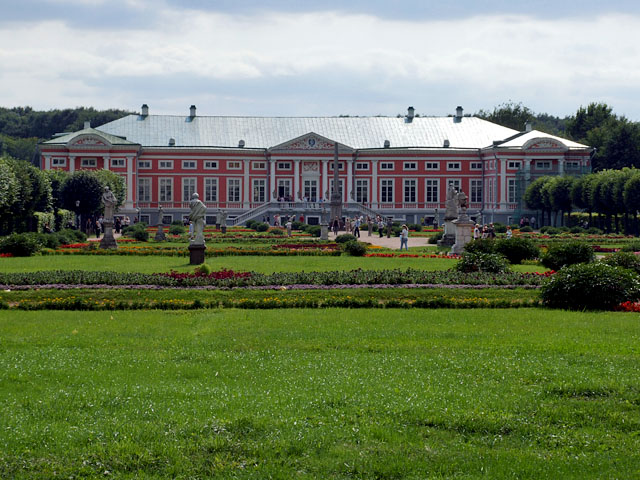
Vue du château de Kouskovo du côté du parc

Pierre Cheremetiev épouse en 1743 la princesse Barbara Alexeïevna Tcherkasskaïa (1711-1767), immensément riche, Kammerfraülein de l'impératrice Élisabeth, puis dame d'honneur à portrait, qui lui donne six enfants:
- Anne (1744-1768)
- Boris, dit Porphyre (1745-1758)
- Alexis (1746-1748)
- Marie (1747-1748)
- Barbara (1750-1824)
- Nicolas (1751-1809)

## Distinctions
Le comte Cheremetiev était chevalier de l'Ordre de Sainte-Anne, de l'Ordre de Saint-Alexandre-Nevski, de l'Ordre de l'Aigle blanc, et de l'Ordre de Saint-André, l'Ordre le plus prestigieux de l'Empire.